# Pico Pierzu
El pico Pierzu es una montaña de 1552 m de altitud ubicada en el oriente de Asturias.  Representa la máxima elevación de la sierra de Carangas y se integra en el parque natural de Ponga. Además, establece la divisoria entre dos concejos: Amieva, al norte, y Ponga al sur.

## Toponimia
Nunca debe confundirse el pico Pierzu con el pico Pienzu.

## Ruta de acceso
La ruta de montañismo más directa para acceder al pico Pierzu arranca en la Collada Llomena.  Este itinerario afronta la cara sur del pico, puesto que la cara norte resulta demasiado escarpada y vertical.